# Under Pressure
Under Pressure – utwór zespołu Queen i Davida Bowiego, wspólnego autorstwa, wydany na albumie Hot Space (1982).
Utwór powstał w należących do Queen Mountain Studios w szwajcarskim Montreux niemal przez przypadek. Ukazał się on także na składance Greatest Hits II w 1991 roku. Jego zremiksowana wersja ujrzała światło dzienne na składance Greatest Hits III w 1999 roku oraz na wydanym w grudniu singlu. W 1992 roku na The Freddie Mercury Tribute Concert David Bowie zaśpiewał go w duecie z Annie Lennox. Od 2012 utwór grany był na koncertach Queen + Adam Lambert. Wówczas śpiewany był przez Rogera Taylora.

## Wypowiedzi
Roger Taylor: „To jeden z najlepszych kawałków, jakie kiedykolwiek zarejestrowaliśmy, a do wszystkiego doszło zupełnie przez przypadek, gdy David odwiedził nas w studiu w Montreux”.
David Bowie: „Kiedy chłopcy pojawili się w Szwajcarii, pojechałem spotkać się z nimi w studiu i – co było nieuniknione – zaczęliśmy razem grać. Powstał dzięki temu pewien szkielet piosenki. Pomyślałem, że to niezła melodia, więc postanowiliśmy dopracować ją. Coś z tego wyszło, ale myślę, że mogło być o wiele lepiej. Wszystko działo się tak szybko; to jedna z takich rzeczy, które powstają w ciągu dwudziestu czterech godzin. Moim zdaniem utwór brzmiał lepiej w wersji demo. Powstał tak szybko, że słysząc teraz część tekstu, aż kurczę się ze wstydu”.

## Listy przebojów
| Kraj              | Lista (1981/1982)      | Pozycja |
| ----------------- | ---------------------- | ------- |
| Argentyna         | CAPIF                  | 1       |
| Szwajcaria        | Schweizer Hitparade    | 10      |
| Niemcy            | Media Control Charts   | 21      |
| Austria           | Ö3 Austria Top 40      | 10      |
| Holandia          | Single Top 100         | 1       |
| Belgia            | Ultratop 50 (Flandria) | 5       |
| Norwegia          | VG-lista               | 5       |
| Szwecja           | Sverigetopplistan      | 10      |
| Nowa Zelandia     | Recorded Music NZ      | 6       |
| Wielka Brytania   | UK Singles Chart       | 1       |
| Stany Zjednoczone | Billboard Hot 100      | 29      |